# Felipe Hernández Martínez
Felipe Hernández Martínez (Villena, España 14 de marzo de 1913 - Sarriá, España 27 de julio de 1936), fue un sacerdote salesiano, estudiante de Teología beatificado por Juan Pablo II el 11 de marzo de 2001. La Iglesia católica conmemora su festividad el 27 de julio.

## Biografía
Nació en Villena el 14 de marzo de 1913, en el seno de una familia sencilla de agriculores. Felipe, de carácter inquieto y algo revoltoso, ingresó a los 9 años en el Colegio Salesiano de su ciudad natal. Mientras estudiaba la enseñanza elemental, sintió la llamada de Dios a consagrarse como religiosos salesiano. En el otoño de 1924 ingresa en el Seminario de Campello.
En el año 1929 hizo su noviciado en Gerona, pronunciando los votos el día 1 de agosto de 1930. Terminados los estudios de Filosofía, comenzó su trienio práctico en Ciudadela (Menorca), donde uno de sus alumnos lo describe:
- "alegre y expansivo, sabía contagiar a los niños su dinamismo, ponía especial interés en que los niños aprendieran a ayudar debidamente la santa misa. Era el clérigo ideal, que atraía por su piedad, la cual vivía realmente, y que trataba a todos con cariño y con una delicadeza extremada".

En octubre de 1935 marchó a Carabanchel Alto para comenzar sus estudios de Teología, yendo en el verano de 1936 a pasar las vacaciones a la Casa de Sarriá, donde encontró la muerte el 27 de julio por la noche, junto a dos salesianos más, D. Jaime Ortiz y D. Zacarías Abadía, y un sacerdote del Corazón de María, el P. Casals.

## Los últimos días de su vida
Debiendo salir de Sarriá, don Felipe, con el Hermano coadjtutor don Jaime Ortiz y un joven alumno de la Escuela de Mecánica, se dirigieron a una pensión de la calle Diputación, donde estaba hospedado un hermano del referido joven.
Con frecuencia se ponían en contacto con otros salesianos en lugares prefijados, para ayudarse y comunicarse las noticias más importantes. Los ratos que permnecían en la pensión, los dedicaban a la oración. A medida que pasaba el tiempo se iban dando cuenta de la verdadera gravedad de la situación.
Habiendo encontrado la casa de un capellán, acudían con frecuencia para oír la Santa Misa y confesarse. Aconsejados que se abstuvieran de semejantes imprudencias en las circunstancias en que se encontraban, Felipe contestó:
- "Si he de morir, prefiero ver la muerte cara a cara y no ser sorprendido en la ratonera"

Un atardecer, mientras los religiosos se encontraban en la pensión, fueron detenidos. Ante el Comité que les juzgó, Jaime, según un testigo, confesó su condición de religioso salesiano, y que su misión era la de educar a la juventud obrera, a la cual por la módica pensión de dos pesetas diarias, el colegio proporcionaba alimentación, educación y una formación profesional que les permitía ganarse honradamente la vida. Murió el 27 de julio.

## Proceso de canonización
Fue beatificado por Juan Pablo II el 11 de marzo de 2001.